# 기독교 이신주의
종교의 철학에서 기독교 이신주의는 기독교 속 가지 관점이다. 예수의 도덕적 가르침을 믿는 이신주의자를 의미한다. 코베트와 코베트 (1999)에서는 모범으로 존 애덤스와 토머스 제퍼슨을 인용했다.  영어로 인쇄된 용어 기독교 이신주의의 최초 발견된 사용은 토마스 모건의 책에서의 1738년이며, 1800년에는 열 번 게재되었다. 용어 기독교 이신주의자는 빠르면 1722년에 다니엘 워터랜드 작 기독교의 부정에 관한 변호에서 발견되며 (그는 그것을 언어의 오용이라 불렀다), 후에 매튜 틴들의 1730년 작품 창조만큼 오래된 기독교에서 쓰였다.

## 같이 보기
- 식당 기독교
- 기독교 무신주의
- 문화 기독교인
- 예수주의
- 도덕 치료 이신주의
- 자연 종교
- 명목상 기독교인
- 유신주의적 합리주의